# 各務原市役所前駅
各務原市役所前駅（かかみがはらしやくしょまええき）は、岐阜県各務原市那加桜町二丁目にある名古屋鉄道(名鉄)各務原線の駅。駅番号はKG08。
各務原市役所の北、約200mにあり、JTB時刻表の路線図では各務原市の代表駅と位置付けている。

## 歴史
当駅の駅名は何度か変更されているが、現在の駅名は各務原市側からの要望により変更されたものである。理由は「各務原飛行場駅」では市役所の最寄り駅であることがわかりにくく、名電各務原駅やJRの各務ケ原駅が最寄り駅と勘違いされることが多かったためで、市民からの要望を受けて市が名鉄に変更を求めていた。名鉄は空港線開業の際に複数の駅名改称を予定していたため、それに合わせる形で当駅の改称も実施されることになったが、当駅改名で発生する費用は各務原市の全面負担となった。なお、報道では「各務原市役所駅」への変更とされていたが、実際の改称後の駅名は「各務原市役所前駅」である。
駅周辺は都心ルネサンス計画（市中心部再生計画）に基づき、整備がすすめられた。2007年（平成19年）3月28日、南側駅舎と駅周辺整備が完成。その後北側駅舎が2008年（平成20年）12月5日に完成したことにより、構内踏切が撤去された。
- 1926年（大正15年）1月21日 - 各務原鉄道の一聯隊前駅（いちれんたいまええき）として開業[5]。
- 1935年（昭和10年）
  - 3月28日 - 各務原鉄道が名岐鉄道に合併され、同社の駅となる。
  - 8月1日 - 名岐鉄道が名古屋鉄道に合併され、同社の駅となる。
- 1938年（昭和13年）12月1日 - 各務原運動場前駅（かがみはらうんどうじょうまええき）に改称[5]。
- 1949年（昭和24年）12月1日 - 運動場前駅（うんどうじょうまええき）に改称[5]。
- 1960年（昭和35年）11月1日 - 各務原飛行場駅（かがみはらひこうじょうえき）に改称[5]。
- 1965年（昭和40年）10月1日 - 読み方を「かかみがはらひこうじょうえき」に変更[5]。
- 2005年（平成17年）1月29日 - 各務原市役所前駅（かかみがはらしやくしょまええき）に改称[4][5]。
- 2007年（平成19年）
  - 3月6日 - 駅集中管理システム導入。無人化[6]。
  - 3月14日 - 共通SFカードシステムトランパス導入。
  - 3月28日 - 南側駅舎新築[7][8]。
  - 11月10日 - 駅舎が各務原市都市景観賞を受賞[9][10]。
- 2008年（平成20年）12月5日 - 北側駅舎新築により構内踏切撤去。
- 2011年（平成23年）2月11日 - ICカード乗車券「manaca」供用開始。
- 2012年（平成24年）2月29日 - トランパス供用終了。

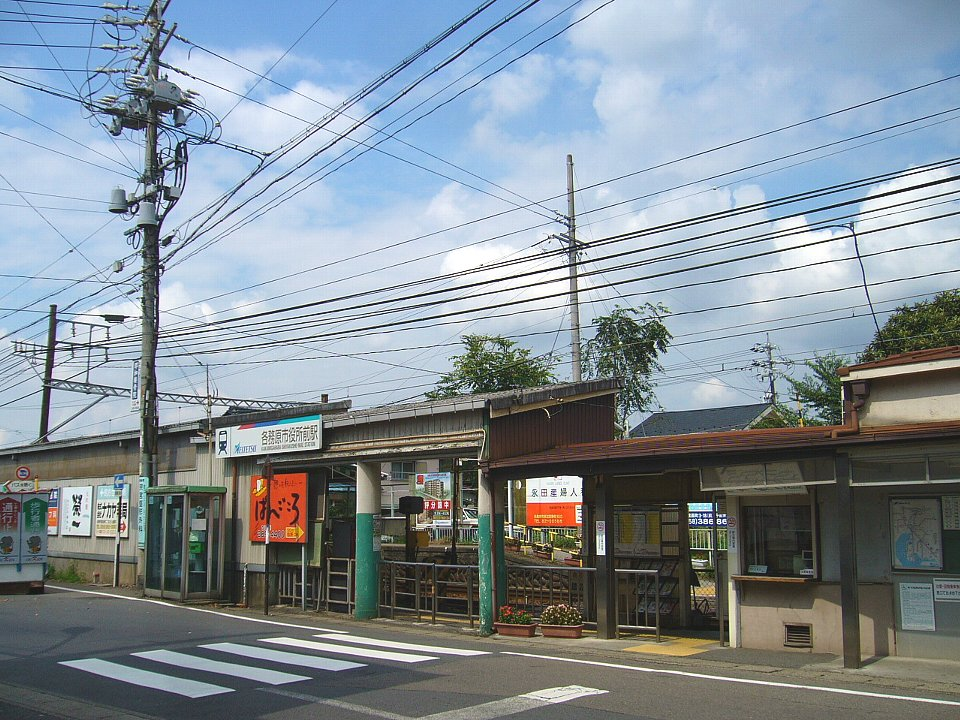
旧駅舎

## 駅構造
6両編成対応の2面2線の相対式ホームを持つ地上駅。駅集中管理システムが導入された無人駅（管理駅は名鉄岐阜）である。
改札口は各ホームの犬山寄りの端に1箇所ずつあり、改札口付近には自動券売機（継続manaca定期乗車券及び新規通勤manaca定期乗車券の購入も可能ではあるが、クレジットカードでの決済は7:00~22:00の間に限られる）および自動精算機（ICカードのチャージ等も可能）を1台ずつ備えている。なお、改札内に各ホームを行き来できる通路はない。
駅舎の外観は、建物の下側がレンガ風の壁、上側が白い壁となっていて、濃い茶色の柱や縁どりが全体のデザインを引き締めている。南側の駅舎中央の上部には、三角屋根に丸い時計がつけられ、周辺の緑によく映えた建物となっている。南側駅舎は市役所周辺のまちづくり景観に調和していることが評価され、各務原市が主催する「各務原市都市景観賞」を受賞している。
北側の駅舎の新築と同時に両ホームとも嵩上げが行われた。
自動販売機が各ホームに1台ずつある。バリアフリー対策として多目的トイレを南側の駅舎の改札口左側（改札外）に設置してある。

### のりば
| 番線 | 路線        | 方向 | 行先         |
| ---- | ----------- | ---- | ------------ |
| 1    | KG 各務原線 | 上り | 犬山方面     |
| 2    | KG 各務原線 | 下り | 名鉄岐阜ゆき |

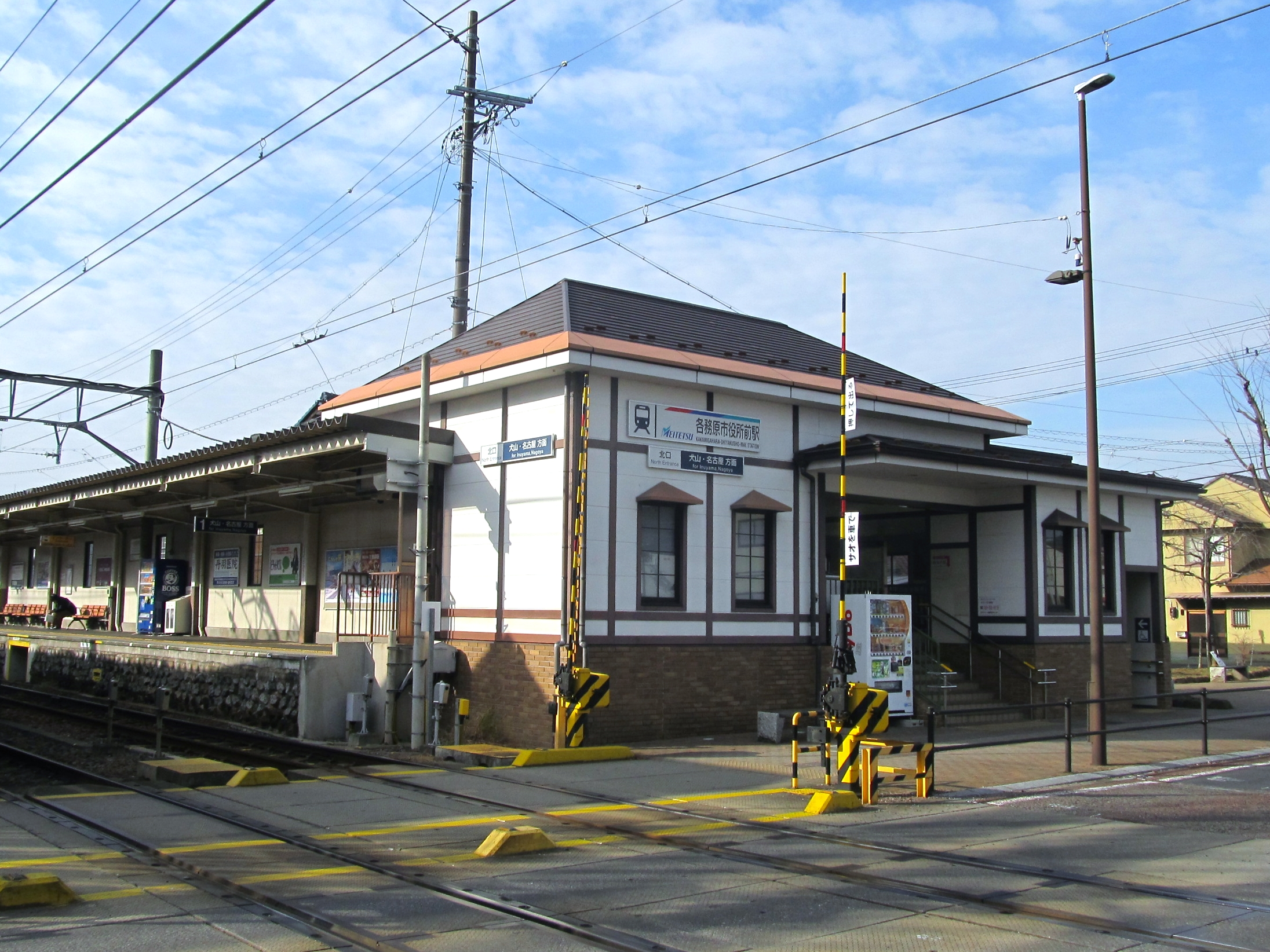
犬山方面駅舎
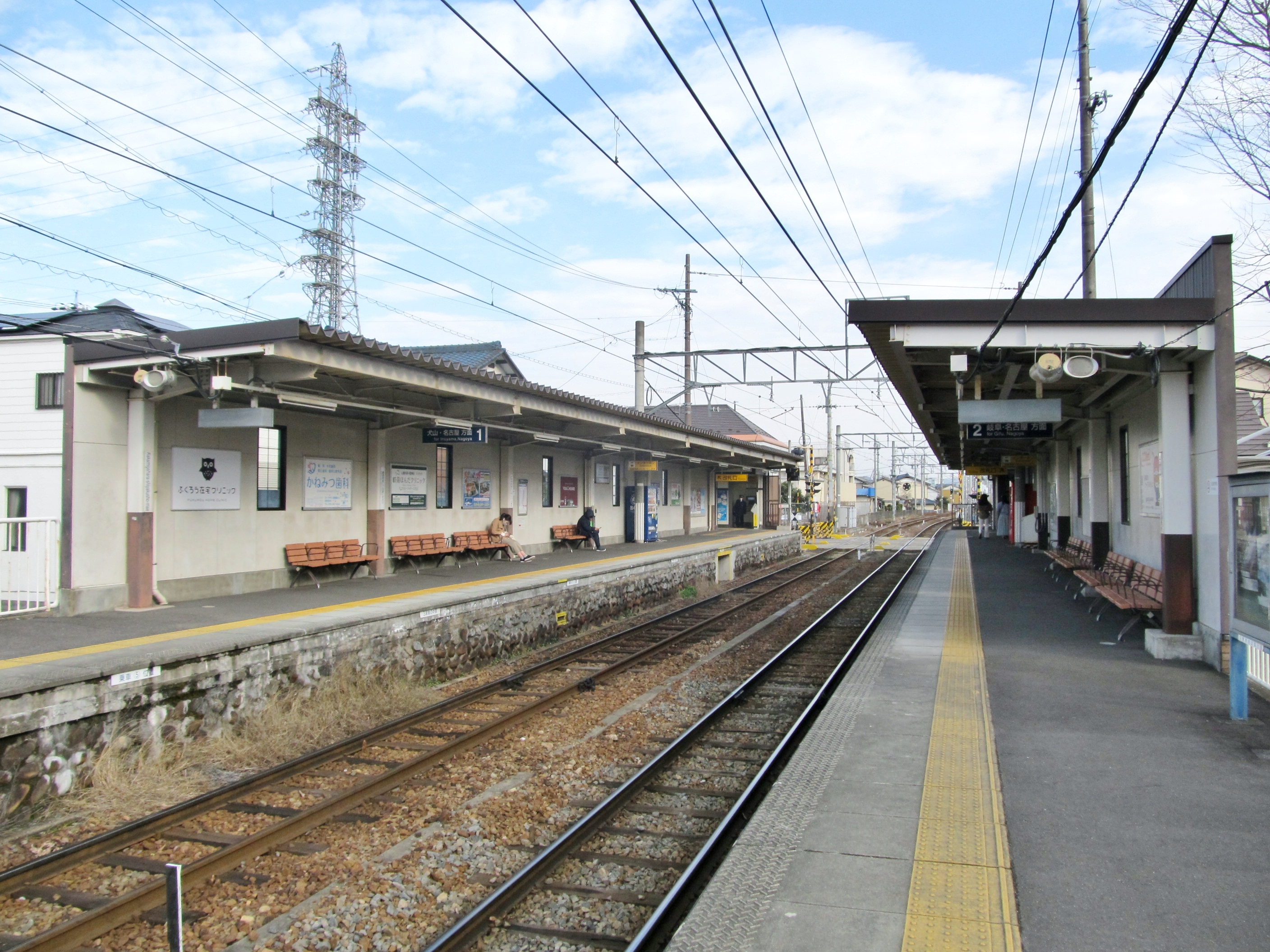
プラットホーム
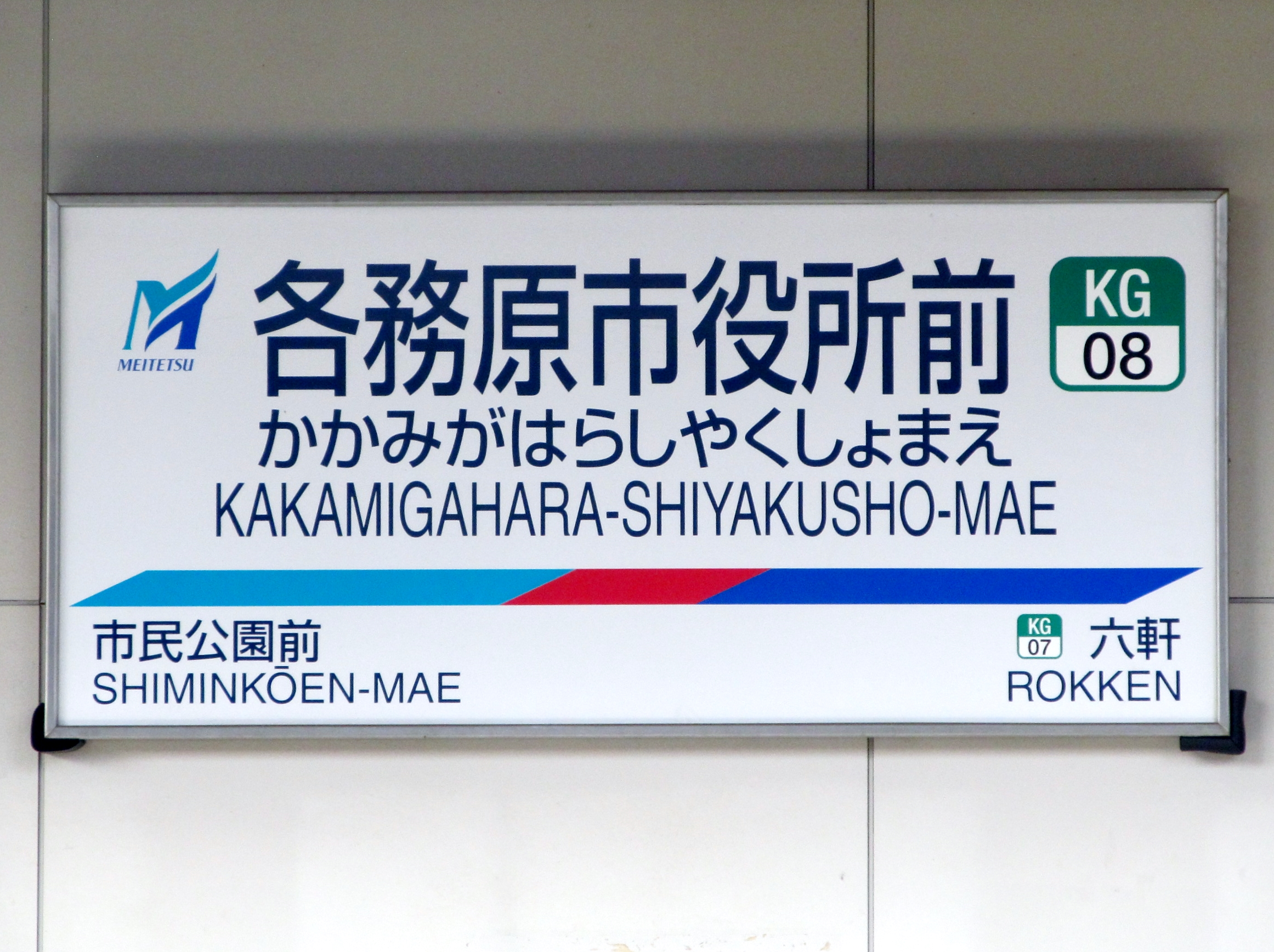
駅名標

### 配線図
| ← 新那加・ 岐阜方面 | 各務原市役所前駅 構内配線略図 | → 三柿野・ 犬山方面 |
| 凡例 出典:          |                               |                     |

## 利用状況
- 『名鉄120年：近20年のあゆみ』によると2013年度当時の1日平均乗降人員は3,865人であり、この値は名鉄全駅（275駅）中111位、各務原線（18駅）中4位であった[15]。
- 『名古屋鉄道百年史』によると1992年度当時の1日平均乗降人員は4,256人であり、この値は岐阜市内線均一運賃区間内各駅（岐阜市内線・田神線・美濃町線徹明町駅 - 琴塚駅間）を除く名鉄全駅（342駅）中110位、各務原線（18駅）中5位であった[16]。

『岐阜県統計書』『各務原市統計書』『統計書かかみがはら』によると、年間乗車人員、年間乗降人員、一日平均乗降人員の推移は以下の通りである。
| 年                 | 年間統計 | 年間統計 | 一日平均 乗降人員 | 備考          |
| 年                 | 乗車人員 | 乗降人員 | 一日平均 乗降人員 | 備考          |
| ------------------ | -------- | -------- | ----------------- | ------------- |
| 1955（昭和30）年度 | 563686   | 1120765  |                   | [ 17 ]        |
| 1956（昭和31）年度 | 614440   | 1224805  |                   | [ 18 ]        |
| 1957（昭和32）年度 | 628925   | 1250110  |                   | [ 19 ]        |
| 1958（昭和33）年度 | 667515   | 1329827  |                   | [ 20 ]        |
| 1959（昭和34）年度 | 767808   | 1526599  |                   | [ 21 ]        |
| 1960（昭和35）年度 | 759513   | 1506225  |                   | [ 22 ]        |
| 1961（昭和36）年度 | 790955   | 1561539  |                   | [ 23 ]        |
| 1962（昭和37）年度 | 882072   | 1745348  |                   | [ 24 ]        |
| 1963（昭和38）年度 | 930448   | 1852123  |                   | [ 25 ]        |
| 1964（昭和39）年度 | 1059718  | 2117796  |                   | [ 26 ]        |
| 1965（昭和40）年度 | 1093476  | 2190905  |                   | [ 27 ]        |
| 1966（昭和41）年度 | 1117681  | 2234213  |                   | [ 28 ]        |
| 1967（昭和42）年度 | 1303456  | 2601159  |                   | [ 29 ]        |
| 1968（昭和43）年度 | 1441721  | 2871153  |                   | [ 30 ]        |
| 1969（昭和44）年度 | 1518000  | 3017000  |                   | [ 31 ]        |
| 1970（昭和45）年度 | 1557000  | 3087000  |                   | [ 31 ]        |
| 1971（昭和46）年度 | 1567000  | 3106000  |                   | [ 32 ]        |
| 1972（昭和47）年度 | 1482000  | 2932000  |                   | [ 32 ]        |
| 1973（昭和48）年度 | 1488000  | 2941000  |                   | [ 32 ]        |
| 1974（昭和49）年度 | 1563000  | 3088000  |                   | [ 33 ]        |
| 1975（昭和50）年度 | 1510000  | 2972000  |                   | [ 34 ]        |
| 1976（昭和51）年度 | 1427000  | 2842000  |                   | [ 34 ]        |
| 1977（昭和52）年度 | 1376000  | 2738000  |                   | [ 35 ]        |
| 1978（昭和53）年度 | 1302173  | 2590000  |                   | [ 35 ] [ 36 ] |
| 1979（昭和54）年度 | 1301896  | 2589000  |                   | [ 37 ] [ 38 ] |
| 1980（昭和55）年度 | 1300048  | 2586000  |                   | [ 39 ] [ 40 ] |
| 1981（昭和56）年度 | 1144554  | 2275000  |                   | [ 39 ] [ 41 ] |
| 1982（昭和57）年度 | 975448   | 1937000  |                   | [ 39 ] [ 42 ] |
| 1983（昭和58）年度 | 893522   | 1777000  |                   | [ 43 ] [ 44 ] |
| 1984（昭和59）年度 | 870033   | 1735000  |                   | [ 45 ] [ 46 ] |
| 1985（昭和60）年度 | 859167   | 1712000  |                   | [ 47 ] [ 48 ] |
| 1986（昭和61）年度 | 844492   | 1684000  |                   | [ 47 ] [ 49 ] |
| 1987（昭和62）年度 | 824247   | 1642000  |                   | [ 47 ] [ 50 ] |
| 1988（昭和63）年度 | 815061   | 1626000  |                   | [ 47 ] [ 51 ] |
| 1989（平成元）年度 | 787243   | 1571000  |                   | [ 52 ] [ 53 ] |
| 1990（平成02）年度 | 782327   | 1562000  |                   | [ 52 ] [ 54 ] |
| 1991（平成03）年度 | 799681   | 1599266  | 4414              | [ 55 ]        |
| 1992（平成04）年度 | 769890   | 1539996  | 4256              | [ 55 ]        |
| 1993（平成05）年度 | 768618   | 1537805  | 4248              | [ 55 ]        |
| 1994（平成06）年度 | 737959   | 1473047  | 4070              | [ 55 ]        |
| 1995（平成07）年度 | 745712   | 1488559  | 4108              | [ 55 ]        |
| 1996（平成08）年度 | 720636   | 1435862  | 3965              | [ 55 ]        |
| 1997（平成09）年度 | 680108   | 1345109  | 3717              | [ 56 ]        |
| 1998（平成10）年度 | 643841   | 1283388  | 3546              | [ 57 ]        |
| 1999（平成11）年度 | 637575   | 1271310  | 3509              | [ 57 ]        |
| 2000（平成12）年度 | 633621   | 1265827  | 3498              | [ 57 ]        |
| 2001（平成13）年度 | 614721   | 1229463  | 3398              | [ 57 ]        |
| 2002（平成14）年度 | 596507   | 1191773  | 3294              | [ 57 ]        |
| 2003（平成15）年度 | 583435   | 1166119  | 3220              | [ 58 ]        |
| 2004（平成16）年度 | 569930   | 1140078  | 3151              | [ 58 ]        |
| 2005（平成17）年度 | 586997   | 1176803  | 3253              | [ 58 ]        |
| 2006（平成18）年度 | 596863   | 1191630  | 3294              | [ 58 ]        |
| 2007（平成19）年度 | 650734   | 1290128  | 3563              | [ 59 ]        |
| 2008（平成20）年度 | 642687   | 1276913  | 3529              | [ 59 ]        |
| 2009（平成21）年度 | 631065   | 1257445  | 3476              | [ 59 ]        |
| 2010（平成22）年度 | 650229   | 1294741  | 3580              | [ 60 ]        |
| 2011（平成23）年度 | 658086   | 1321624  | 3651              | [ 60 ]        |
| 2012（平成24）年度 | 681799   | 1370719  | 3789              | [ 60 ]        |
| 2013（平成25）年度 | 699270   | 1398139  | 3865              | [ 60 ]        |
| 2014（平成26）年度 | 681292   | 1363402  | 3769              | [ 60 ]        |
| 2015（平成27）年度 | 694103   | 1391592  | 3844              | [ 61 ]        |
| 2016（平成28）年度 | 699438   | 1398903  | 3868              | [ 62 ]        |
| 2017（平成29）年度 | 691501   | 1386335  | 3834              | [ 62 ] [ 1 ]  |
| 2018（平成30）年度 | 705674   | 1416427  | 3916              | [ 62 ] [ 1 ]  |
| 2019（令和元）年度 | 707260   | 1417951  | 3917              | [ 62 ] [ 1 ]  |
| 2020（令和02）年度 | 522394   | 1048235  | 2901              | [ 62 ] [ 1 ]  |
| 2021（令和03）年度 | 563498   | 1128731  | 3123              | [ 1 ] [ 2 ]   |

斜体の値は千人単位（千人未満四捨五入）

## 駅周辺
- 各務原市役所
- 各務原市産業文化センター
- 各務原市消防本部
- 学びの森
- KAKAMIGAHARA PARK BRIDGE
- 各務原桜町郵便局
- ピアゴ各務原店
- 薬師寺（川崎航空機創建）
- 各務原市立各務原特別支援学校
- 航空自衛隊岐阜基地
- 岐阜かかみがはら航空宇宙博物館
- 各務原運動場（現存せず。各務原市役所前駅の旧称「各務原運動場前駅」の名前の由来である。）

## バス路線
岐阜バス
- イオンモール各務原行き

各務原市ふれあいバス
- 那加線
  - イオンタウン前・北洞・尾崎ショッピングセンター・東海学院大学南・岩地方面行き
- 稲羽西線
  - 航空宇宙博物館・松本・稲羽コミュニティセンター・中屋蓮如方面行き
- 蘇原線
  - 蘇原中学校南口・蘇原駅・プリニーの市民会館・東海中央病院・バロー各務原中央店・各務原病院経由プリニーの野球場行き
- 川島線
  - 航空宇宙博物館・内藤記念くすり博物館東・松倉公民館・河川環境楽園・東米野方面行き

## 隣の駅
名古屋鉄道
KG 各務原線
■普通
市民公園前駅 (KG09) - 各務原市役所前駅 (KG08) - 六軒駅 (KG07)